# WrestleDream (2025)
O WrestleDream 2025 será um evento pay-per-view (PPV) de luta livre profissional produzido pela promoção americana All Elite Wrestling (AEW). Será a terceira edição anual do WrestleDream e ocorrerá no sábado, 18 de outubro de 2025, na Chaifetz Arena em St. Louis, Missouri. Este será o segundo evento de PPV da AEW a ser realizado neste local, após o Dynasty em abril de 2024, e o primeiro WrestleDream a acontecer fora do estado de Washington, nos Estados Unidos.

## Produção

### Introdução

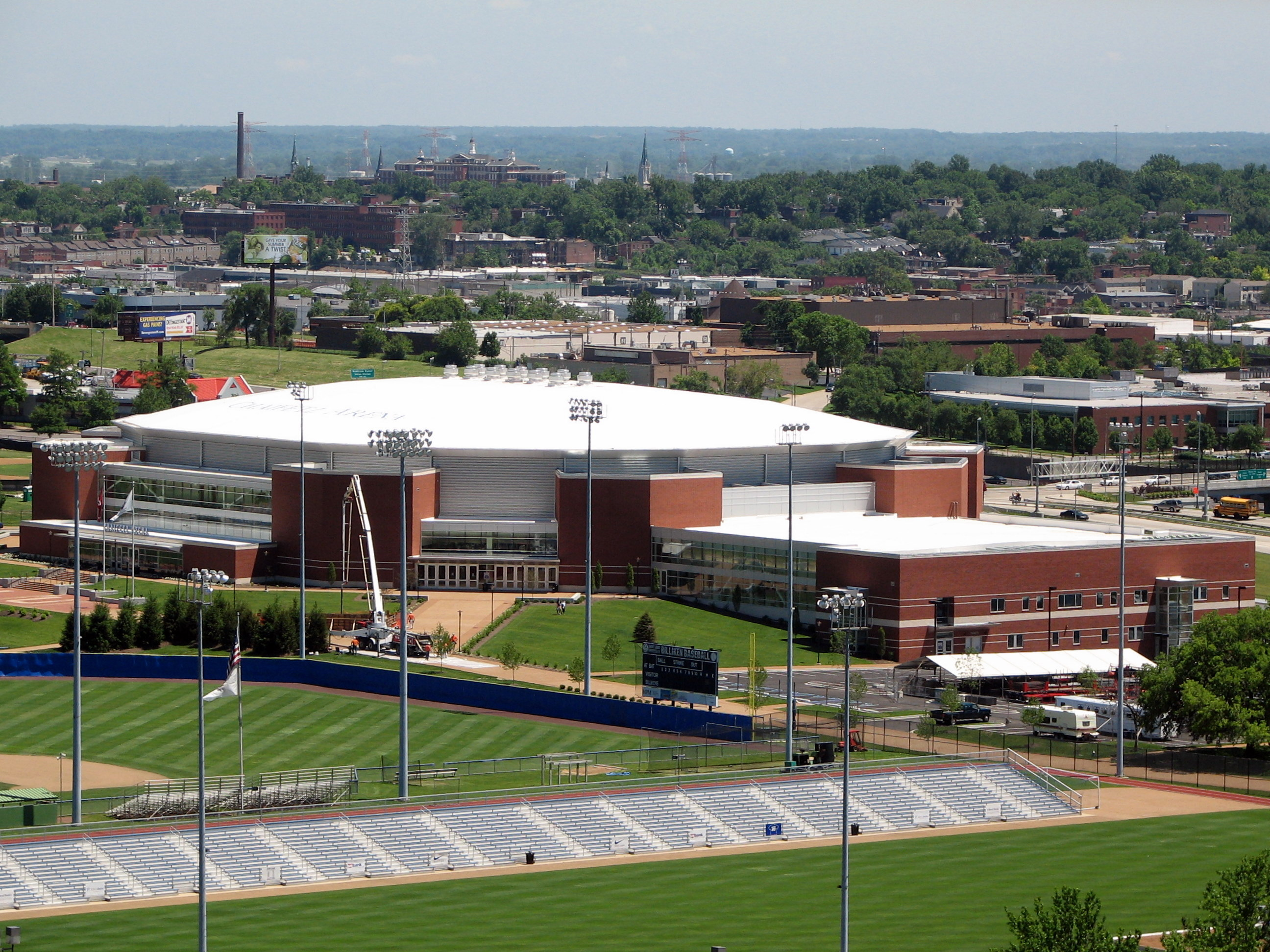
O evento será realizado na Chaifetz Arena em St. Louis, Missouri.

WrestleDream é um evento anual pay-per-view (PPV) de luta livre profissional realizado todo mês de outubro pela promoção americana All Elite Wrestling (AEW) desde 2023. O evento é realizado em homenagem a Antonio Inoki, o fundador da promoção japonesa parceira da AEW, New Japan Pro-Wrestling (NJPW), que faleceu em outubro de 2022. O nome do evento faz referência a Inoki, que o proprietário da AEW, Tony Khan, chamou de "o maior sonhador do wrestling".
Em 21 de julho de 2025, a AEW anunciou que o terceiro WrestleDream ocorrerá no dia 18 de outubro de 2025, na Chaifetz Arena em St. Louis, Missouri. Este marcará o segundo evento de PPV da promoção a acontecer neste local, após o Dynasty em abril de 2024, além de ser o primeiro WrestleDream a ocorrer fora do estado de Washington nos Estados Unidos. Os ingressos para o WrestleDream começaram a ser vendidos em 28 de julho.

### Rivalidades
WrestleDream contará com combates de luta livre profissional que envolvem diferentes lutadores de rivalidades preexistentes e enredos. As histórias são produzidas nos programas semanais de televisão da AEW, Dynamite e Collision.